# Briton Rivière
Pour les articles homonymes, voir Rivière (homonymie).
Briton Rivière (14 août 1840 à Londres - 20 avril 1920 à Londres) est un peintre britannique. Il expose une variété de peintures à la Royal Academy, mais consacre une grande partie de son œuvre à la peinture animalière.

## Biographie
Son père, William Rivière (1806-1876), est pendant quelques années maître de dessin au Cheltenham college, puis professeur d'art à l'Université d'Oxford. Briton est instruit au Cheltenham college et à Oxford, où il a obtenu son diplôme en 1867. Pour sa formation artistique, il a été presque entièrement redevable à son père. Son oncle paternel Henry Parsons Rivière (1811-1888) était aussi un aquarelliste remarqué, présentant des œuvres à la Royal Watercolour Society à Londres et à la Royal Birmingham Society of Artists.
Ses premières peintures sont apparues à la British Institution, et en 1857 il expose trois œuvres à la Royal Academy, mais ce n'est qu'en 1863 qu'il devient un contributeur régulier aux expositions de l'Académie. En cette année, il représente "The eve of the Spanish Armada" et en 1864 "Romeo and Juliet". Cependant, les sujets de ce genre ne l'ont pas attiré longtemps, car dès 1865, il commence, avec "Sleeping Deerhound", une série de peintures animalières, un genre qui l'occupera une grande partie du reste de sa vie.
Tôt dans sa carrière, Rivière travaille en tant qu'illustrateur, en commençant par le magazine Punch. Il est élu membre associé de la Royal Academy en 1878, RA en 1881, et a reçu le diplôme de docteur en droit civil à Oxford en 1891. Il a été battu de justesse à l'élection à la présidence de la Royal Academy en 1896. Son épouse, Mary Alice Rivière (née Dobell, 1844-1931) qu'il avait épousée en 1867, était peintre et exposa brièvement à la Royal Academy of Arts en 1869-1870. Après sa mort, elle l'expose au British Museum avec quatre de ses dessins (et une gravure The king drinks), qui complète les dizaines de gravures faites après son travail. L'artiste et son épouse eurent sept enfants , cinq garçons et deux filles. L'un d'eux, Hugh Goldwin Rivière (1869-1956), est devenu portraitiste.

## Travaux
Les peintures de Rivière sont détenues par plusieurs institutions publiques, y compris la Tate, le Metropolitan Museum of Art et le Royal Holloway (université de Londres).

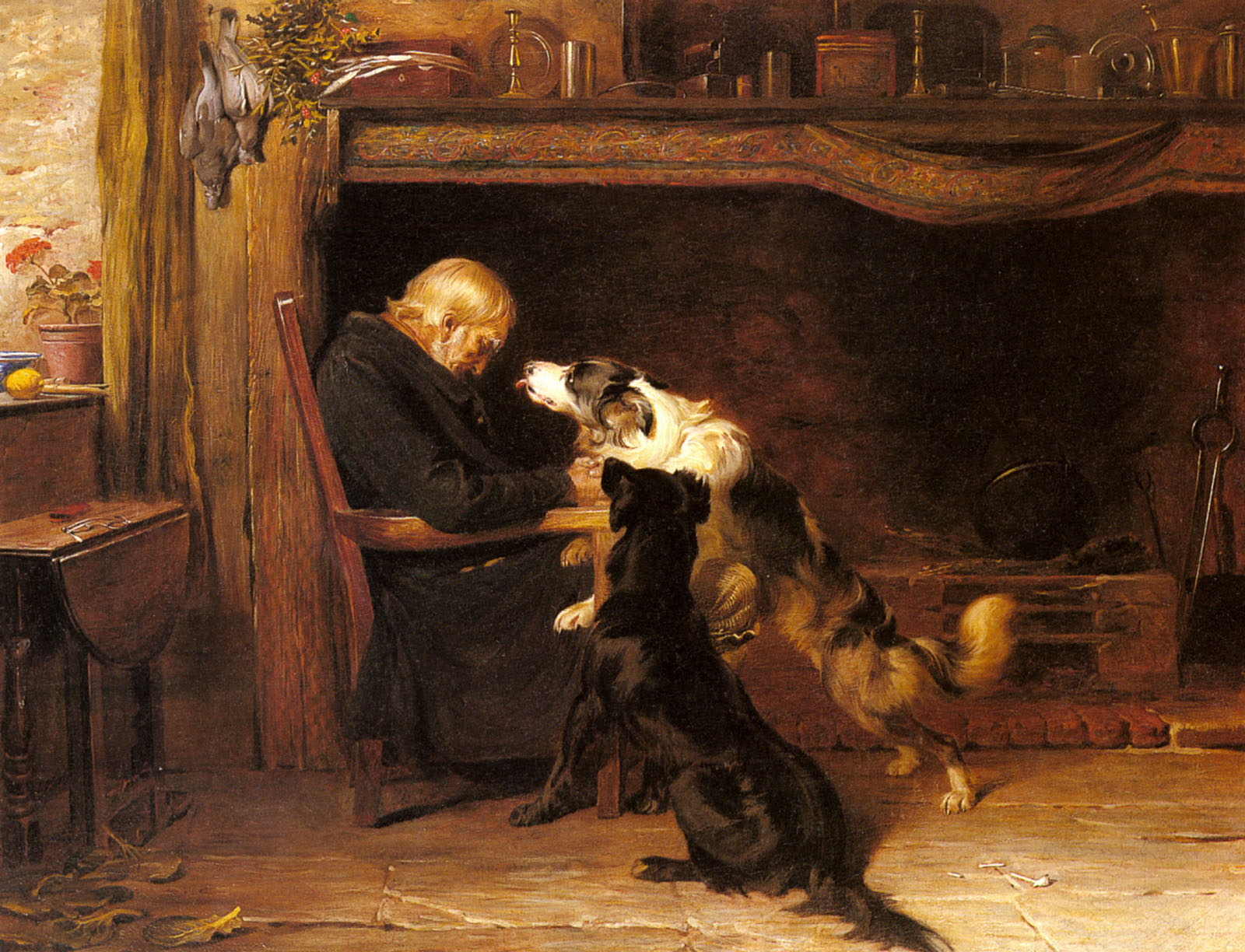
The Long Sleep (1868)
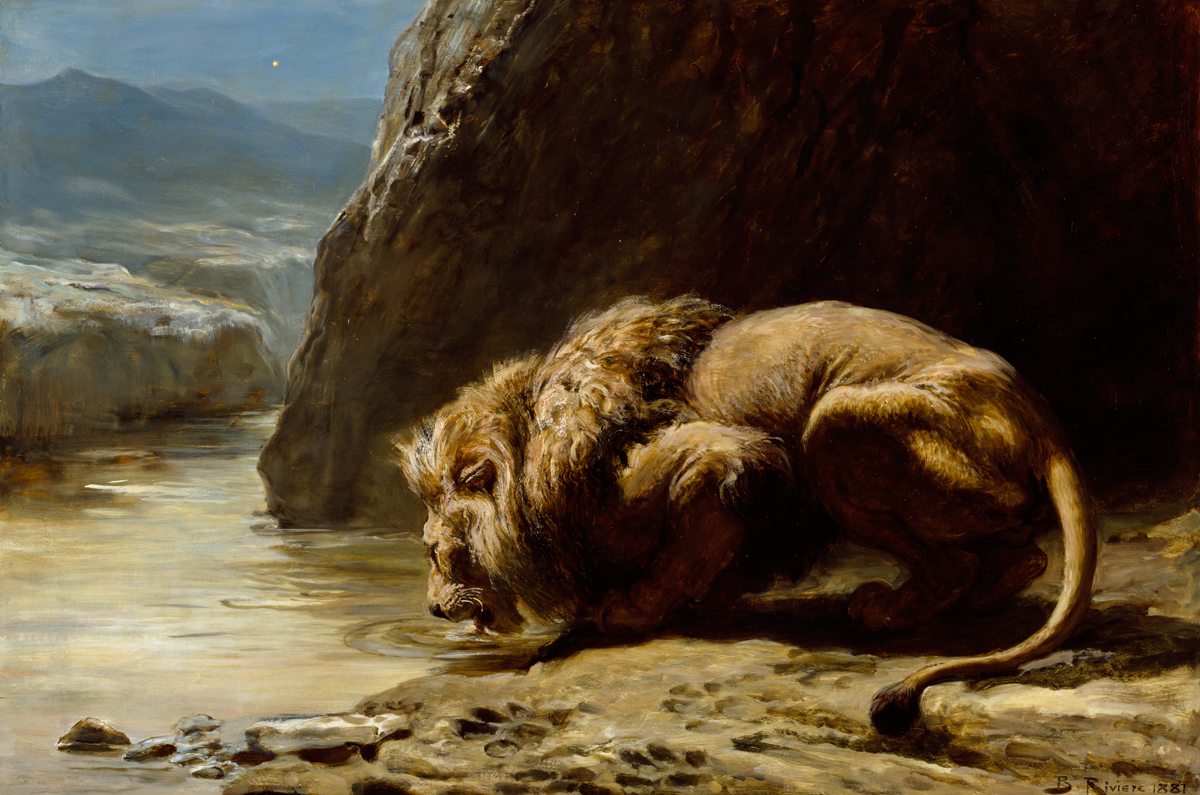
The King Drinks (1881; Royal Academy)
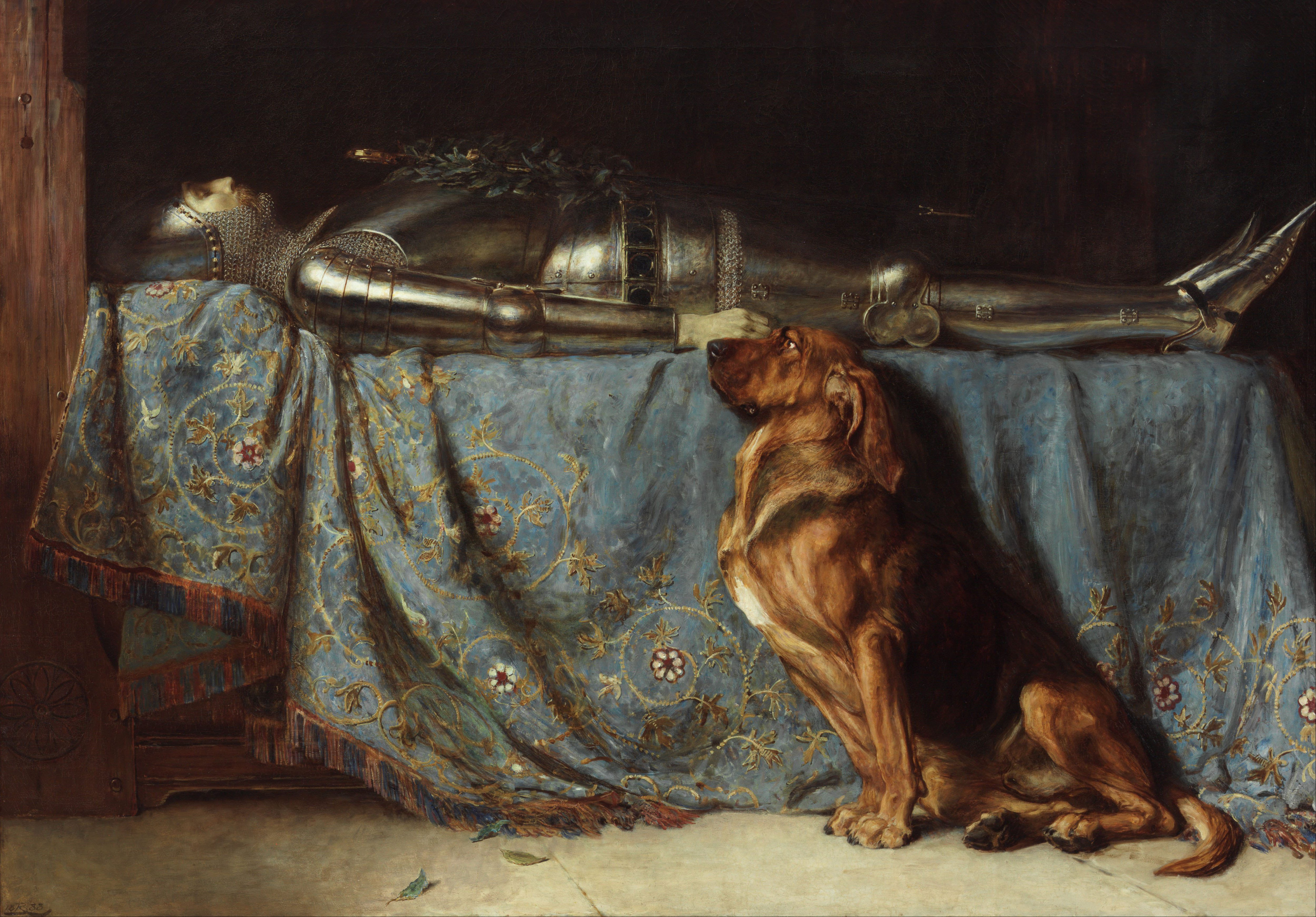
Requiescat (1888; Galerie d'art de Nouvelle-Galles du Sud).
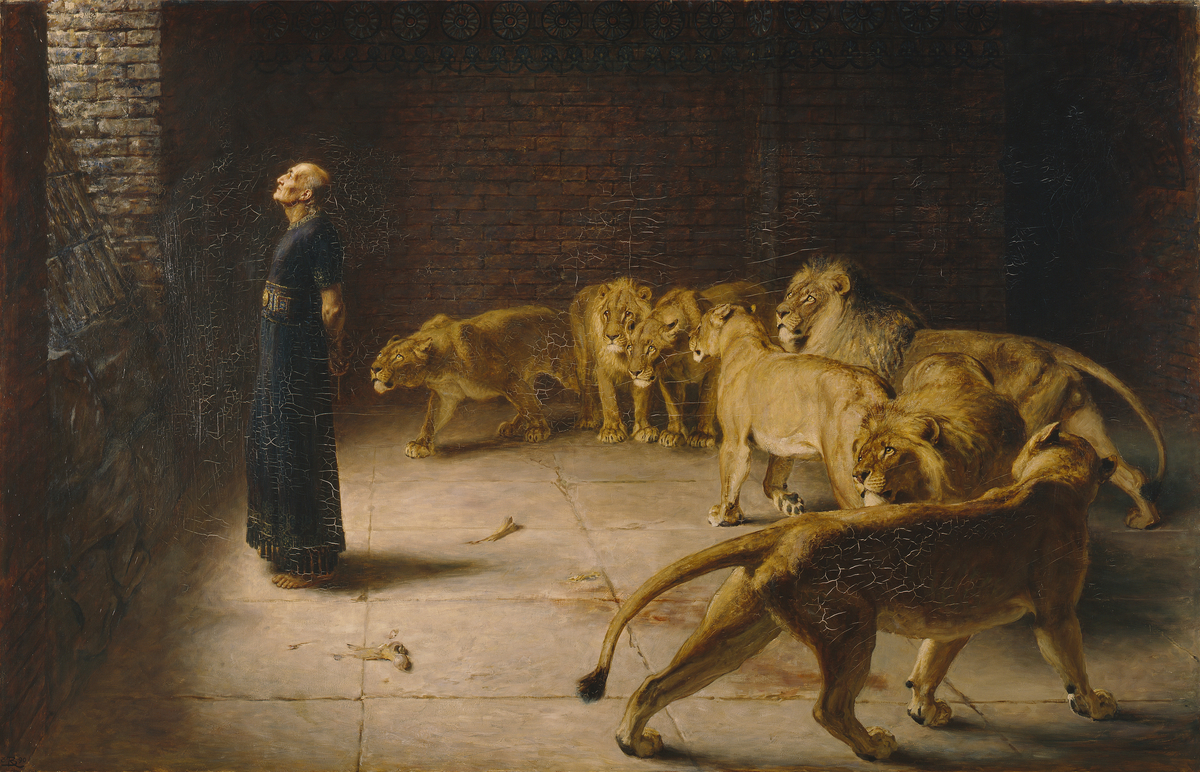
Daniel's Answer to the King (1890; Manchester Art Gallery).
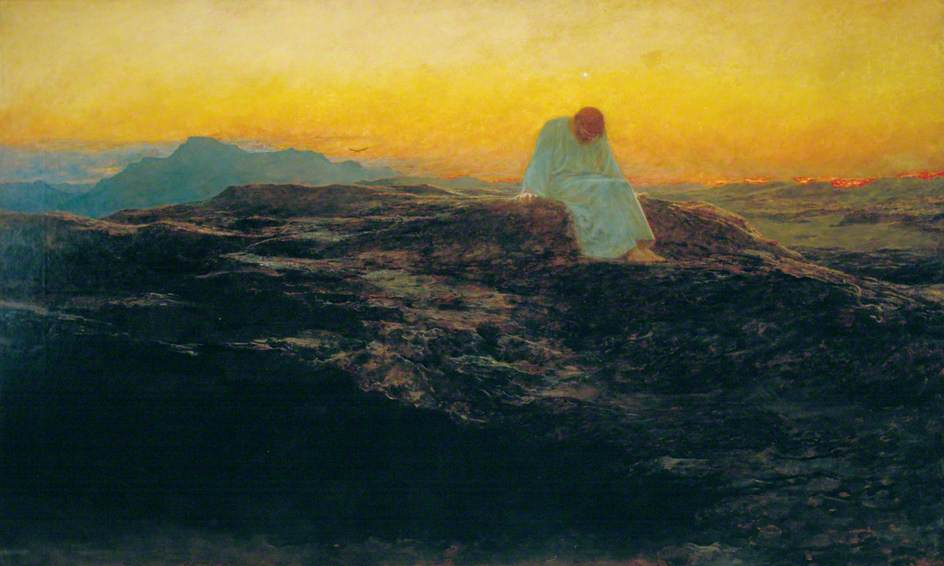
La Tentation au désert (1898; Guildhall Art Gallery (en), Londres)
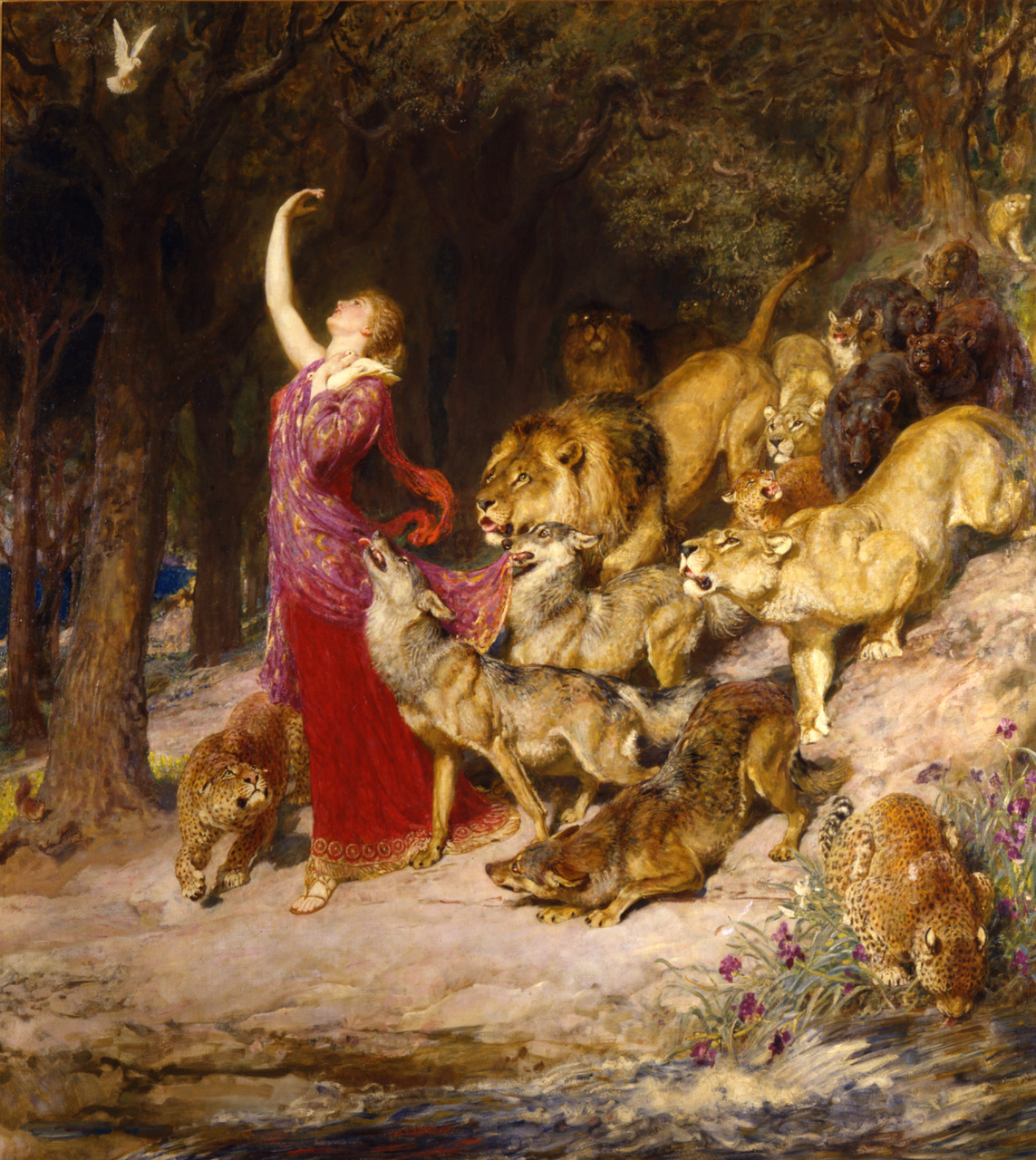
Aphrodite (1902; Musée d'art Dahesh).
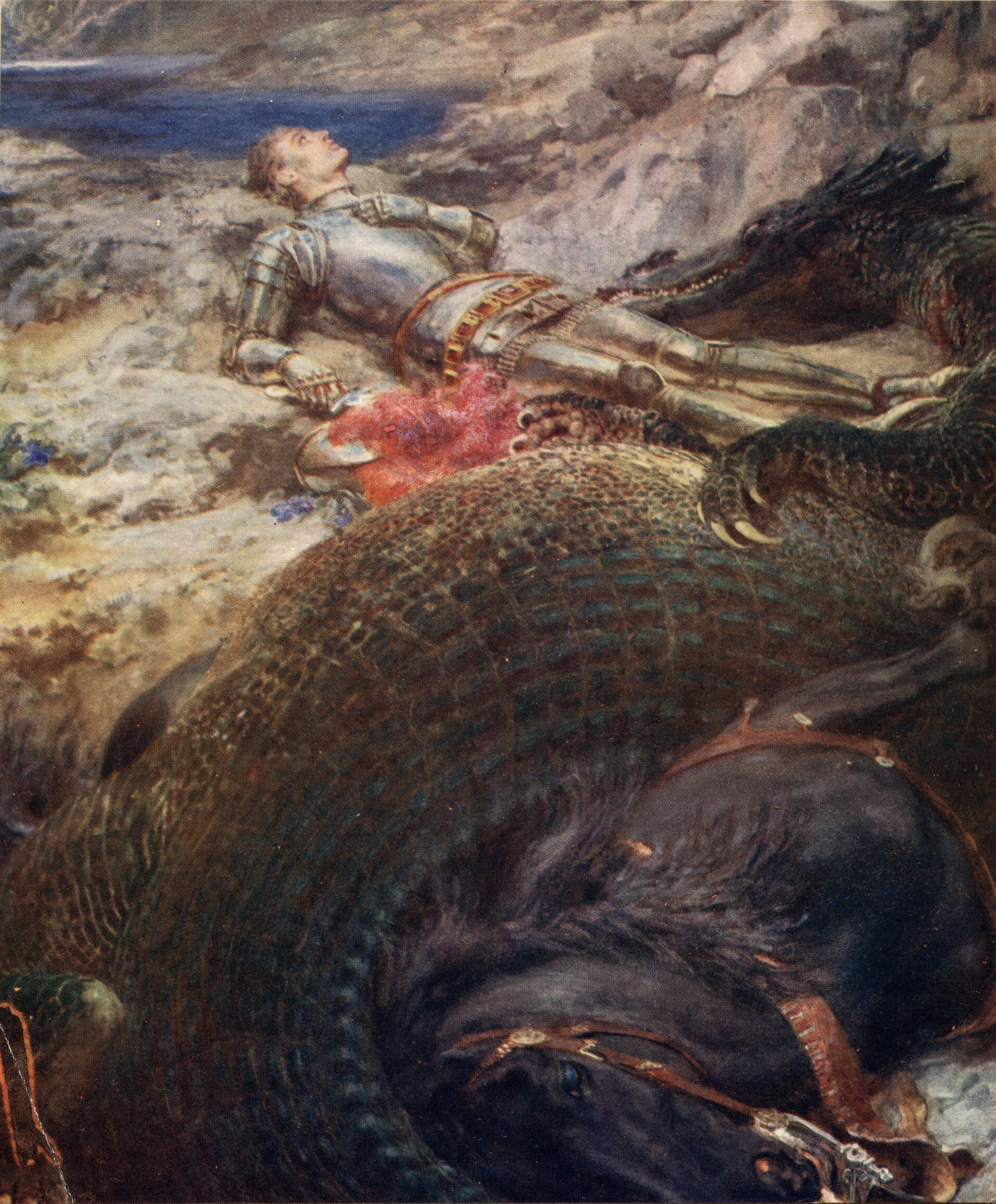
Saint Georges et le Dragon (1908-09; Musée des beaux-arts de Montréal).